# Шестова Ксенія Іванівна
Черниця Марфа (велика стариця Марфа; в миру Ксенія Іванівна Романова, до шлюбу Шестова; померла 26 січня (5 лютого) 1631, Чебоксари) — мати царя Михайла Федоровича, дружина Федора Микитовича Романова (патріарха Філарета), що іменувалася в грамотах свого сина «велика государиня» .

## Біографія
Ксенія Шестова походила з костромських дворян. Імовірно, донька Івана Васильовича Шестова, обраного в «тисячу» Івана Грозного. Ксенія була видана заміж за Федіра Романова близько 1585 року. Існує альтернативна (не визнана вченими) версія походження Ксенії Іванівни з роду ярославських князів Шастунових.
Відомо, що існувала ікона св. царевича Дмитра, «замовлена бабкою майбутнього царя Михайла Федоровича Романова, Марією Шестовою, яка була пострижена, за указом Бориса Годунова, в Чебоксарський Нікольський дівочий монастир, де незабаром і померла» .

## При Годунові
При Борисі Годунові разом з чоловіком була насильно пострижена в чернецтво. У 1601 році заслана в в село Толвуя на березі Онезького озера і розлучена з дітьми — Михайлом та Тетяною (єдині, що вижили з її шести дітей). Дітей взяла до себе тітка, Марфа Микитівна Черкаська. Потайки вона відвезла їх з Білозерського краю в село Клин Юр'ївського повіту, старовинну вотчину Романових.
Філарет був засланий в Сийський монастир на Російській Півночі.
Відомо, що в ув'язненні черниця Марфа отримувала відомості про долю Філарета Микитовича. Їх провідував толвуйський священик Єрмолай Герасимов. За це священик і його нащадки отримали щедрі пожалування після сходження на престол Михайла Федоровича Романова.

## Смутні часи

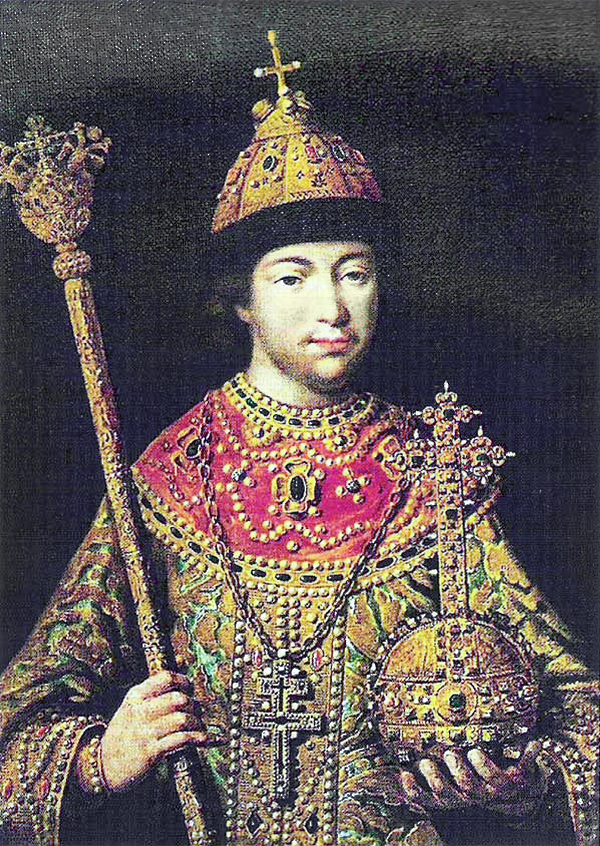
Михайло Федорович

В 1606 році у за наказом нового царя Лжедмитрія I, який намагався демонструвати свою спорідненість зі старою знаттю, Романови були звільнені. Черниця Марфа возз'єдналася з сином. Дочка Тетяна (померла в 1611 рік у) вийшла заміж за князя Івана Михайловича Катирева-Ростовського.
Роки 1606–1608 Марфа прожила, ймовірно, в Ростові, де Філарет був поставлений  митрополитом. В 1608 році Філарет був схоплений тушинцями і відвезений до їхньої «столиці», а на початку 1610 року звідти він потрапив до Москви. Сюди ж переселилися, невідомо коли, і Марфа з сином.
Вони перебували в Москві до 1612 року, після чого змогли її покинути. Відпущена поляками, Марфа виїхала до своєї вотчини, села Домніна (Костромської губернії), звідки їздила до найближчих монастирів, молячись про полоненого чоловіка. За іншими відомостями, з того року Марфа жила з сином в костромському Іпатіївському монастирі. Коли посли земського собору просили Михайла на царство, вона відмовляла, посилаючись на його юність, але в 1613 році він все-таки був обраний.

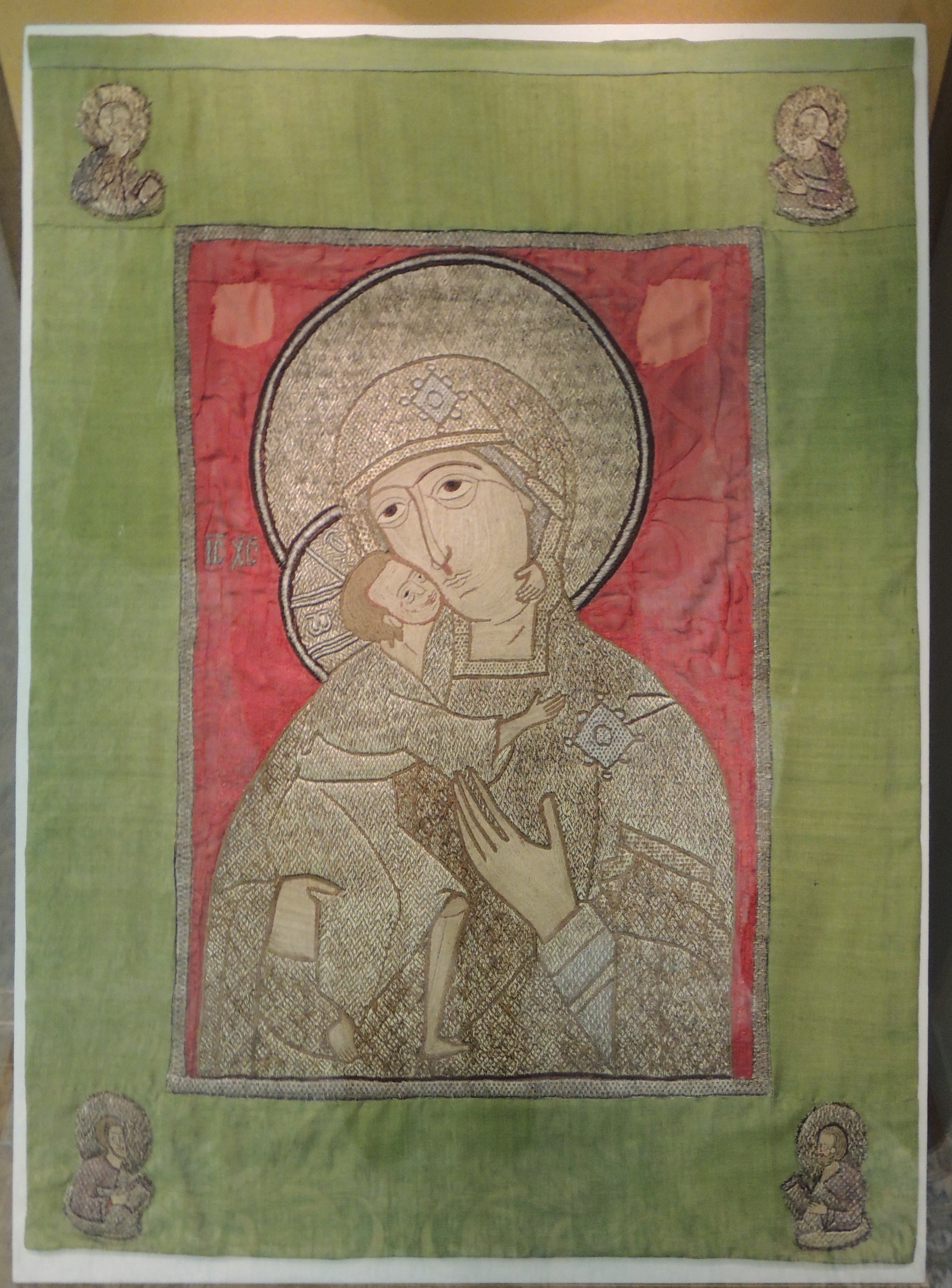
Пелена «Богоматір Феодоровська», яка вважається внеском стариці Марфи, матері царя Михайла Федоровича, в Іпатіївський монастир.

Мати благословила сина на царство Феодоровскою іконою Божої Матері, і з цього моменту ікона стала однією зі святинь дому Романових.

## Велика государиня черниця Марфа Іванівна
Після обрання Михайла російським царем повернулася до Москви. Мала великий вплив на безвольного і хворого сина. Вплив був більш келійним, вона практично не виступала в ролі співправительки сина, але він яскраво позначився в складі правлячого середовища за царя Михайла, до якого Марфа ввела своїх родичів Салтикових. Її пряме втручання відомо щодо справи архімандрита Троїце-Сергієва монастиря Діонісія з приводу його книжкових виправлень, визнаних  єресью. Після повернення в 1619 році з полону Філарета її вплив при дворі припинився.